# Abbaye de Nonantola
L'abbaye de Nonantola est une importante abbaye bénédictine située à Nonantola près de Modène dans la région d'Émilie-Romagne.

## Histoire
L'abbaye fut fondée en 752 par saint Anselme devenu son abbé, sur un territoire reçu en donation par son beau-frère, le roi Aistolf. La donation comprenait, outre  une vaste zone marécageuse autour du site de l'abbaye, de vastes possessions  dans la zone apennienne de Fanano. Elle fut d'abord dédiée à la Vierge Marie et à saint Benoît, puis aux saints Apôtres, et enfin à Sylvestre Ier, quand advint sa translation de Rome à Nonantola.
En 899, l'abbaye subit le pillage des Magyars, puis le séisme de 1117. Elle continua de jouer un rôle important ; elle fut le siège de la rencontre entre le pape Marin Ier et l'empereur Charles le Gros ainsi que le lieu de sépulture du pape Adrien III.

## La basilique

### La façade
De style roman, elle se présente divisée en trois parties par deux hautes colonnes et soulignée par des bandes lombardes. Tout le périmètre supérieur de la basilique est couronné d'une frise d'arcatures en plein-cintre. Une fenêtre géminée offre de la lumière à la nef centrale. Le protiro, composé de deux colonnes assises  sur des lions stylophores, encadre le portail. Attribuées à des élèves de Wiligelmo, le montant du chambranle du portail représente à gauche six bas-reliefs sur l'histoire de l'abbaye et celui de droite raconte l'enfance du Christ. Sur l'architrave, la lunette sculptée décrit un Christ en gloire avec les symboles des évangélistes.

### La crypte
L'intérieur de son autel conserve les reliques du fondateur de l'abbaye saint Anselme, ensemble aux reliques de cinq autres saints Fosca, Anseride, Sinesio, Teopompo et  le pape Adrien III. L'urne qui préserva les reliques de saint Sylvestre de 756 à 1914, se trouve derrière l'autel.
Ses voûtes reposent sur 64 colonnettes dont 36 possèdent des chapiteaux sculptés entre le IXe et le XIIe siècle.

## Le palais abbatial
Situé à droite de la basilique, son rez-de-chaussée conserve sous l'enduit d'importants témoignages de l'édifice médiéval. Aujourd'hui, le palais abrite les archives, la bibliothèque et le musée bénédictin nonantoléen et diocésain d'art sacré.

### Les archives
Elles sont conservées au premier étage du palais abbatial. Un premier noyau composé de plus de 4 500 parchemins est  une source obligée pour les chercheurs en histoire médiévale. Plus d'une centaine sont antérieurs à l'an mille. Les actes les plus connus sont ceux de Charlemagne, de Frédéric Barberousse, des papes, ainsi que les chartes de Mathilde de Canossa et de ses ancêtres. De grands intérêts aussi sont les nombreux documents du XIIIe et XIXe siècles relatifs aux vastes terres de l'abbaye laissées en emphytéose aux fermiers.

### La bibliothèque
Fondée par saint Anselme, son scriptorium fut un des principaux centres de formation de l'écriture pré-carolingienne. L'actuelle bibliothèque comprend environ 20 000 volumes, 16 incunables et  174 cinquecentine avec un tiers total de la collection des XVIIe et XVIIIe siècles, un tiers du XIXe et un tiers du XXe et XXIe siècles.

## Galerie

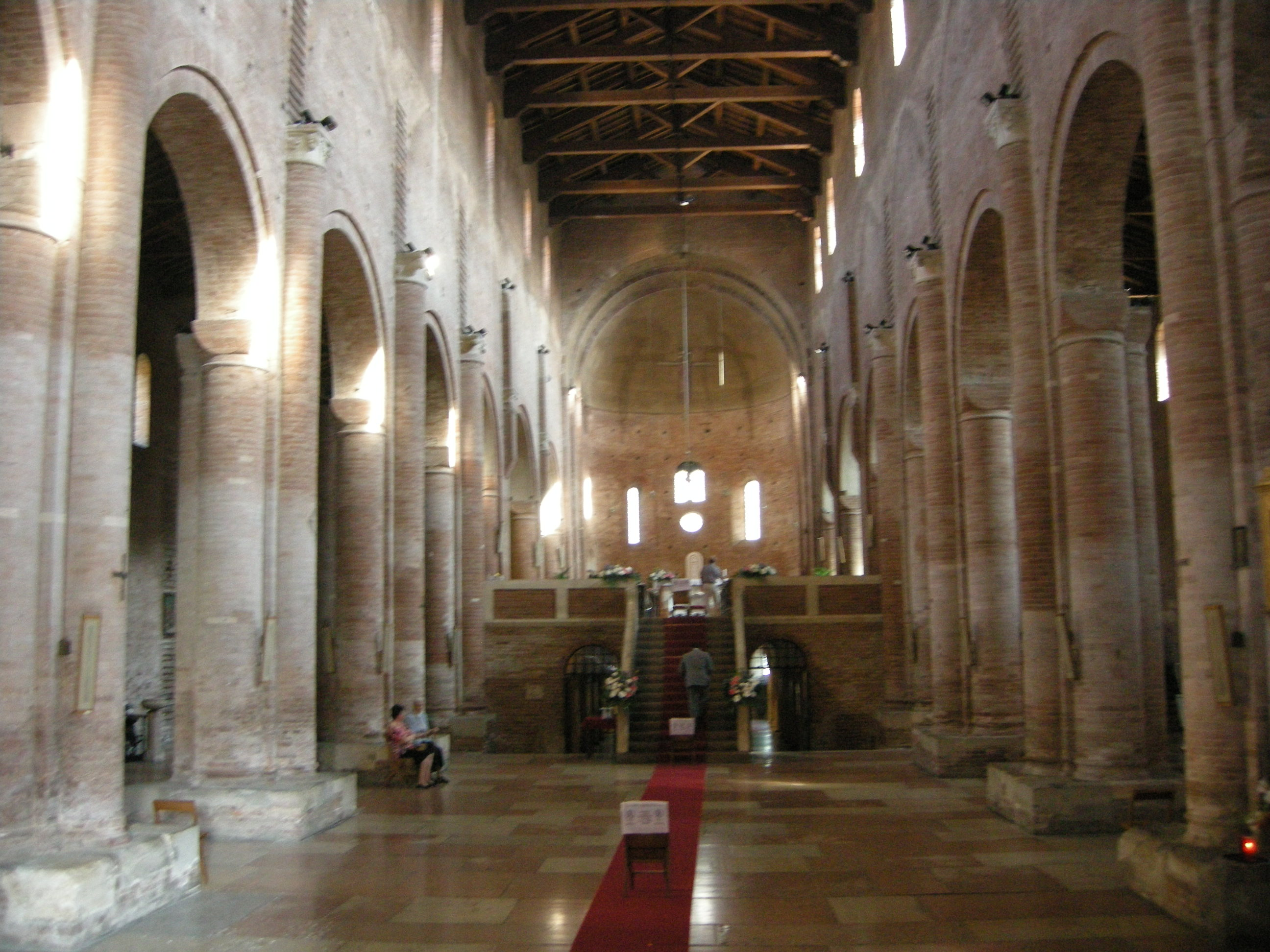
Vaisseau central.
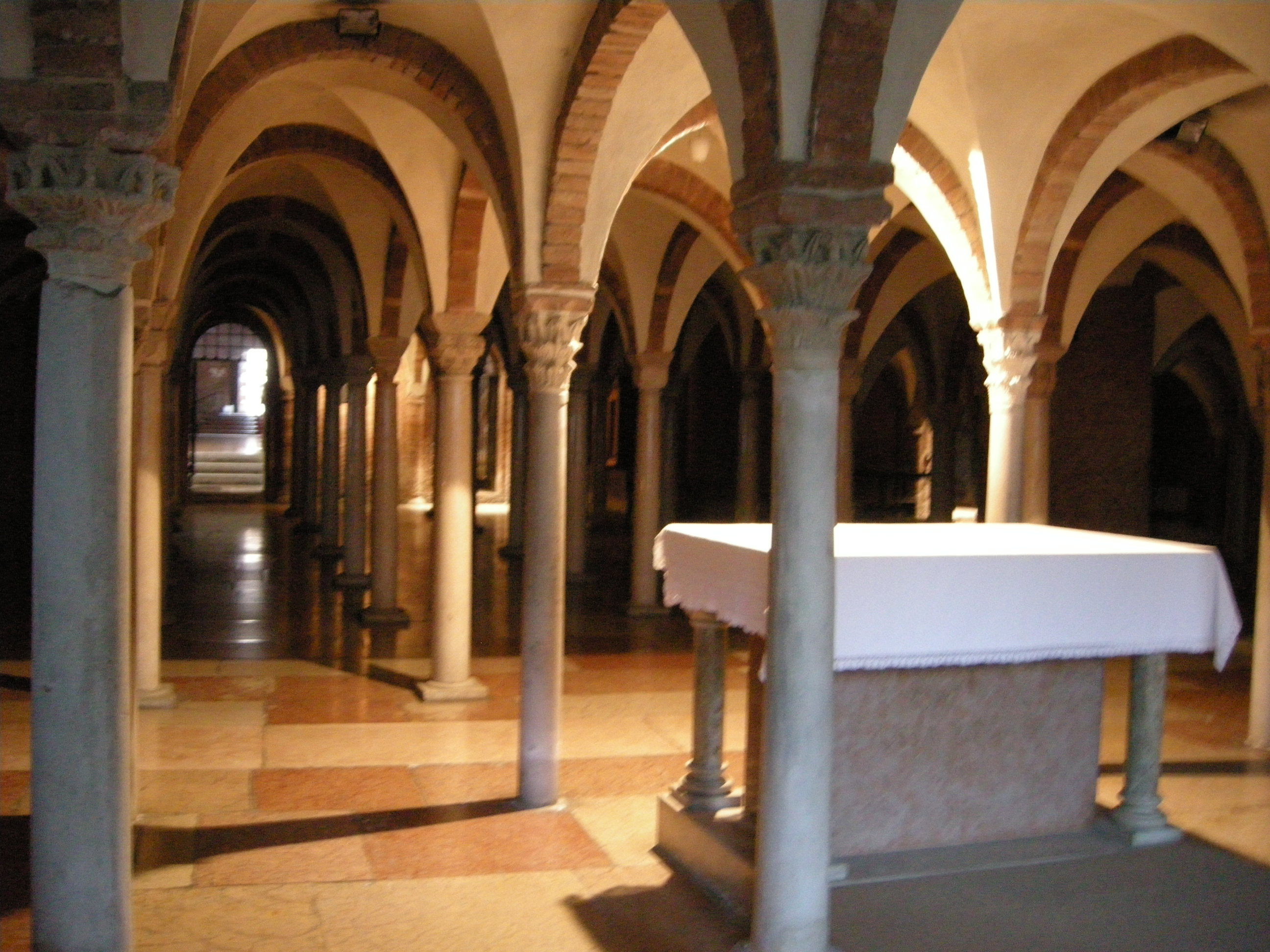
Vue de la crypte.
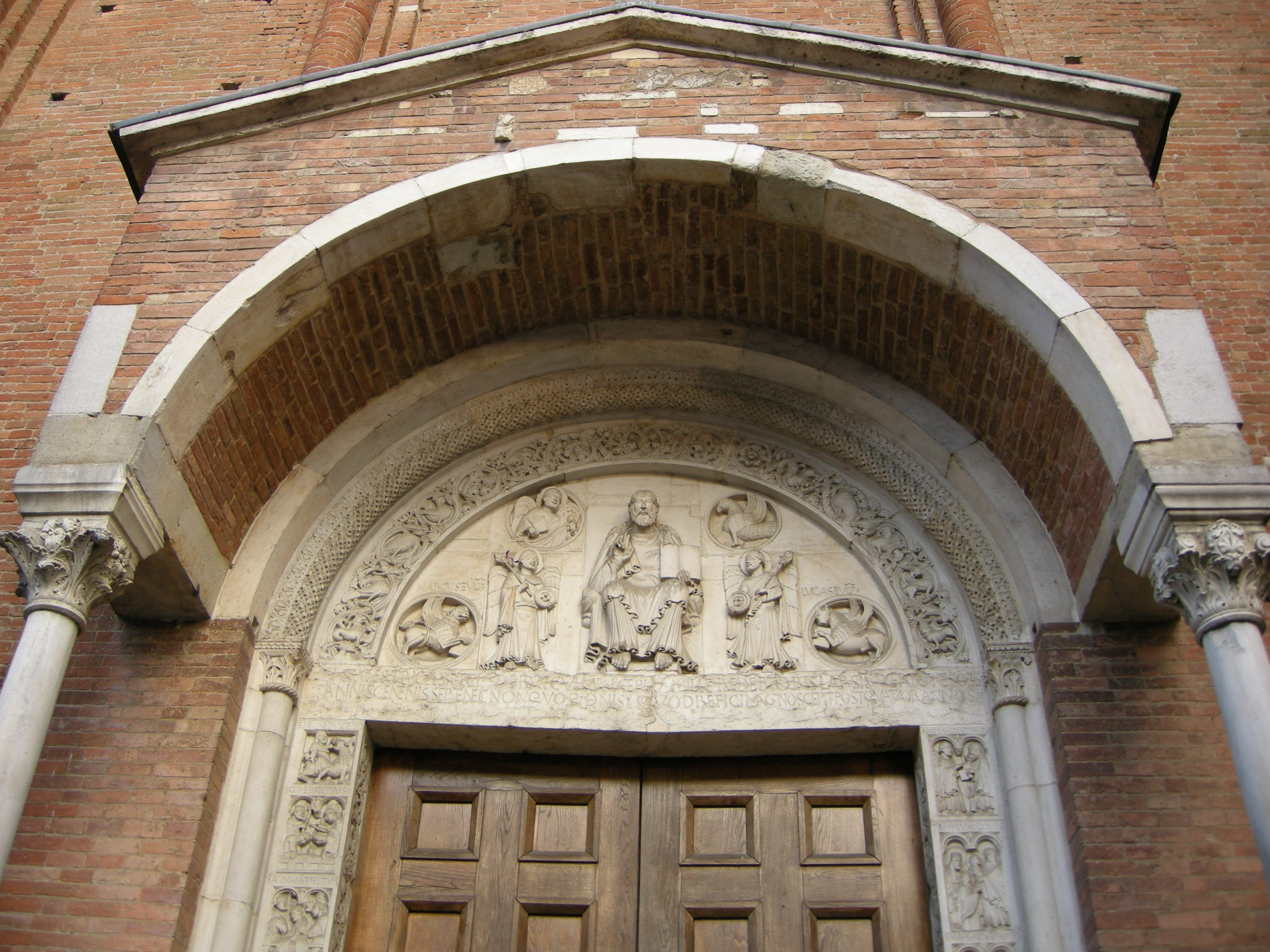
La lunette du protiro.
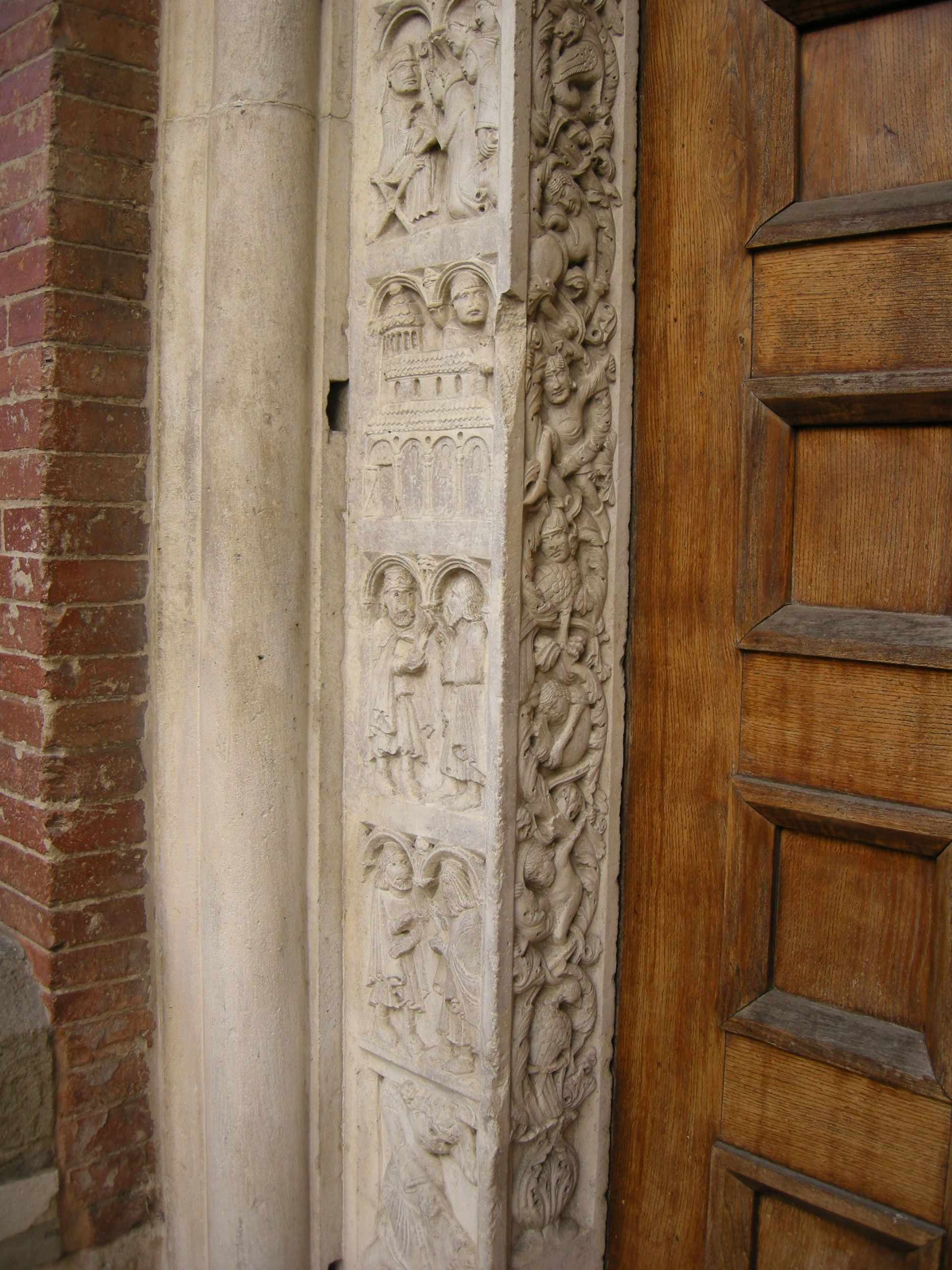
Chambranle sculpté en style wiligelmique.

## Source
- (it) Cet article est partiellement ou en totalité issu de l’article de Wikipédia en italien intitulé « Abbazia di Nonantola » (voir la liste des auteurs).